# Unidos do Silvia Maria
GRES Unidos do Silvia Maria é uma escola de samba de Mauá.
Vencedora do Carnaval em 2006, não desfilou em 2007, uma vez que não houve desfile oficial, retornando para vencer o carnaval novamente em 2008.
Novamente não houve Carnaval em 2009, e com a volta deste em 2010, a Sílvia Maria obtem seu tricampeonato.
Em 2011, sem repasse de verbas da Prefeitura, não houve competição e nem um desfile único oficial, porém a escola desfilou em sua comunidade, assim como o fizeram outras quatro agremiações.

## Carnavais
| Ano  | Colocação | Grupo | Enredo               | Carnavalesco | Ref.  |
| ---- | --------- | ----- | -------------------- | ------------ | ----- |
| 2008 | Campeã    | 1     | A Misteriosa Lua     | Trovão       | [ 6 ] |
| 2010 | Campeã    | 1     | Água o berço da vida | Trovão       | [ 3 ] |
| 2015 | 3º lugar  | 1     | As Quatro estações   | Trovão       | [ 7 ] |